# Kanjinchō
Kanjinchō (勧進帳, « le registre de souscription ») est une pièce classique du répertoire kabuki, créée en 1840 par Namiki Gohei III et fondée sur Ataka, une pièce du théâtre nô. C'est une des pièces les plus populaires du répertoire du kabuki.

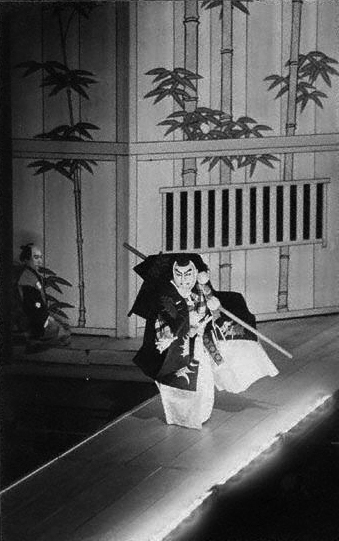
L'acteur Enō Ichikawa (1888–1963) dans le rôle de Benkei, sur un hanamichi (années 1950).

La pièce a été jouée pour la première fois en mars 1840 , au Kawarazaki-za à Edo (Tokyo). Ichikawa Ebizō V, Ichikawa Kuzō II et Ichikawa Danjūrō VIII interprétant respectivement les rôles principaux de Benkei, Togashi et Yoshitsune. Les lignées Ichikawa Danjūrō et Matsumoto Kōshirō ont été particulièrement renommées pour leur jeu du personnage de Benkei dans Kanjinchō. Nakamura Tomijūrō V, Trésor national vivant du Japon, a également interprété le rôle de Benkei.
Un film d'Akira Kurosawa, Les Hommes qui marchèrent sur la queue du tigre est partiellement basé sur Kanjinchō.
En mars 2007, Ichikawa Danjūrō XII et son fils Ichikawa Ebizō XI ont représenté Kanjinchō et Momijigari à l'Opéra de Paris (Palais Garnier).

## Argument
Cette pièce située à la fin du XIIe siècle, commence avec un noble local nommé Togashi Saemon, qui est chargé de défendre une porte à la frontière d'Ataka (ancienne province de Kaga, actuelle préfecture d'Ishikawa). Il ordonne à ses hommes d'être vigilants car Yoshitsune, un samouraï en fuite, doit y passer déguisé en porteur. Il a été condamné à mort par son frère aîné, Minamoto no Yoritomo, premier shogun du shogunat de Kamakura.
Déguisé en porteur, Yoshitsune entre, suivi par ses cinq sujets déguisés en moines dont Benkei, un ancien moine-soldat (sōhei). Celui-ci commence à expliquer à Togashi qu'ils sont des moines qui voyagent autour des provinces du nord, en cherchant des souscriptions pour le Tōdai-ji. Togashi lui demande de lire un kanjinchō, une liste de ceux qui ont déjà donné à la souscription. Benkei ne porte pas de kanjinchō, donc il sort un manuscrit vierge et commence à lire à haute voix, comme si c'est un vrai registre de la souscription.
Togashi lui pose ensuite beaucoup de questions difficiles au sujet du bouddhisme et de la vie d'un prêtre. Benkei répond à tout correctement. L'habit ne fait pas le moine, mais ce n'est pas le cas pour Benkei. Togashi lui permet de passer.
Yoshitsune et ses sujets sont sur le point de passer la porte quand ils sont arrêtés parce qu'un des gardiens se rend compte que le porteur des moines ressemble à Yoshitsune. Benkei prétend que Yoshitsune est simplement son porteur personnel et commence à le battre pour dissiper le soupçon. Bien que Togashi devine sa ruse, il est impressionné par son dévouement pour son maître et encore une fois il lui permet de passer.
Yoshitsune remercie Benkei qui s'excuse pour l'avoir battu et fond en larmes, pour la première fois de sa vie adulte. La pièce se termine par une danse de Benkei pour célébrer leur triomphe.